# Белведере (Салерно)
Белведере је насеље у Италији у округу Салерно, региону Кампанија.
Према процени из 2011. у насељу је живело 120 становника. Насеље се налази на надморској висини од 97 м.